# České aerolinie
A České aerolinie, rövidítve ČSA, (angolul CSA Czech Airlines) csehszlovák, majd cseh nemzeti légitársaság volt. Központja és bázisrepülőtere a Prágában lévő Prága-Václav Havel repülőtér volt. Elsősorban európai és nyugat-ázsiai célállomásokra repült. Emellett cargo- és charterjáratokat is üzemeltetett. A légitársaság IATA-kódja az OK, ICAO-kódja a CSA. A légitársaság a SkyTeam légiszövetség tagja, törzsutasprogramja az OK Plus. 2017-ig a ČSA a többségi állami tulajdonban lévő, a csehországi polgári légi közlekedés ágazatot összefogó Czech Aeroholding része volt. 2017-ben a Jiří Šimáně és Jaromír Šmejkal által irányított Unimex Group holdinghoz tartozó Smartwings megvásárolta a légitársaságban lévő állami tulajdonrészt és a Korean Air 44%-os részesedését, így a légitársaságban 97,74%-os tulajdonrészhez jutott, a fennmaradó rész a Česká pojišt'ovna biztosítótársaságé maradt. A Covid19-járvány okozta globális válság következtében a ČSA gazdasági helyzete 2020 márciusában megrendült, majd 2021 márciusában csődeljárás indult ellene. A légitársaság jelentősen csökkentette a flottája méretét és az úti célok számát. 2024. október 26-án 101 évnyi folyamatos üzemelés után a légitársaság megszűnt, flottája és alkalmazottai a Smartwingsbe integrálódtak. Megszűnésekor a világon az 5. leghosszabb ideig működő légitársaság volt.

## Története
A Csehszlovák Minisztertanács 1923. június 17-én fogadta el a javaslatot egy állami tulajdonú légitársaság létrehozásáról és egyúttal megbízta a közmunkaügyi minisztert a vállalat megszervezésével. A légitársaságot 1923. október 6-án alapították meg Československé státní aerolinie (Csehszlovák Állami Légitársaság) néven, első igazgatójává Karel Hupner őrnagyot nevezték ki. A légitársaság a Prága-Kbely katonai repülőtéren kezdte meg működését.

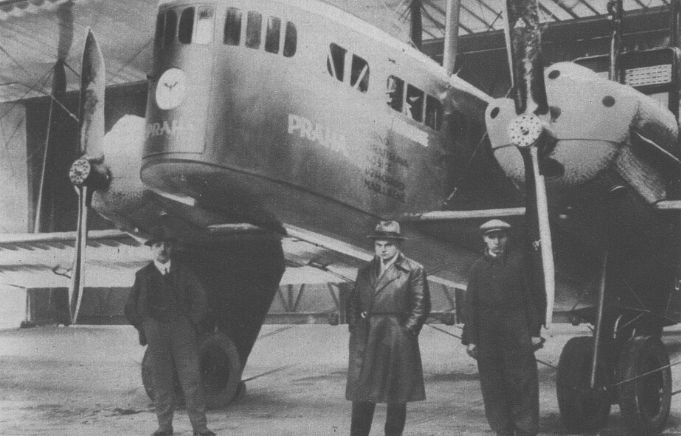
A ČSA Praha nevű, Farman Goliath típusú gépe 1929-ben

A légitársaság az első járatot 1923. október 29-én, a független Csehszlovákia létrejöttének 5. évfordulóján indították. Az első repülésre 1923. október 28-án került sor, amikor Karel Brabenec felszállt a ČSA Aero A.14-es gépével és a repülőtér körül tett néhány kört. Egy nappal később, a Prága–Pozsony járattal indult el a légitársaság. A 321 km-es útvonalat három óra alatt teljesítették. A kezdeti időszakban, 1924–1925-ben az Aero A.14-es gépek jelentették a ČSA fő típusát. Az eredetileg felderítő gépnek készült A.14-eseket a ČSA átalakítva utasszállításra és postarepülőgépként használta, melyekből kb. 17 darabot üzemeltetett. Emellett néhány Farman F.60 Goliath géppel is rendelkezett a cég. Az első években a társaság csak belföldön repült, a nagyobb csehszlovák városokat kötötte össze. 1924-ben nyílt meg a Prága–Kassa járat, amelyen Aero A.10-es gépeket használtak. Emellett Brnóba és Mariánské Lázněbe is repült a légitársaság.
1929-ben lett tagja a Nemzetközi Légi Szállítási Szövetségnek, majd a következő évben indította első nemzetközi járatát, amely Zágrábba repült. Rövidesen más horvát városokba, Dubrovnikba és Rijekába is nyíltak járatok. 1933. szeptember 11-én nyitotta meg a ČSA Prága–Bukarest vonalat, majd 1936. szeptember 2-ától Moszkvába, a Seremetyjevói repülőtérre is repült. 1937–1938-ban a célállomások kibővültek Budapesttel, Brüsszellel, Párizzsal és Rómával. A vonalakon Ford 5–AT–C Trimotor, Savoia-Marchetti S.73 és Airspeed AS–6 Envoy gépek is repültek, a nagyobb távolságú útvonalak kiszolgálásához DC–2 és DC–3-as gépeket is vásároltak. A Prága–Brno–Pozsony–Zágráb–Sušak vonalon a brit gyártású Saro Cloud amfíbia A.19/5-ös ös változata közlekedett. A gép Prágában hagyományos módon, kerékről szállt fel, Jugoszláviában pedig a tengerre szállt le. A növekvő légiforgalom az 1930-as évek közepére kinőtte Kbelyt, az egykori katonai repülőteret, ezért új repülőteret építettek. A Prága-Ruzyně repülőteret 1937. április 5-én nyitották meg, ahová átköltözött a ČSA is.
Csehszlovákia 1939. márciusi felbomlása, illetve a megmaradt cseh területek német megszállása után a ČSA-t és a másik nagy csehszlovák légitársaságot, a Československá letecká společnost (ČLS) céget összevonták, és Českomoravská letecká společnost (ČMLS, Cseh-morva légitársaság) néven a Lufthansával szorosan együttműködve üzemelt még rövid ideig. A ČMLS Prága és a nagyobb német városok között tartott fenn járatokat. A német megszálló hatóságok 1939. augusztus 8-án betiltották az önálló cseh légitársaság működését, a céget a Lufthansába integrálták, amely átvette a gépeket és a járatokat.
A második világháború után 1945. szeptember 14-én alakult újjá a légitársaság Československé aerolinie néven, amely három német Ju 52-essel kezdte meg a működését a Prága–Brno–Pozsony vonalon. 1946-ban amerikai DC–3-asokkal, és C–47-esekkel bővült a társaság gépparkja, melyeket az Avia repülőgépgyár alakított át 21 utas befogadására alkalmas utasszállítóvá. 1946-ban már Párizsba és Zürichbe is repült a ČSA, majd később további nyugat-európai célállomásokkal bővült az útvonalhálózat. 1947-ben már hosszabb távú útvonalakon, Kairóba és Ankarába is repült a légitársaság.
1949 jelentős változást hozott a ČSA életében, a légitársaság a kommunista fordulat eredményeként elkezdte a szovjet repülőtechnika bevezetését. Elsőként a Szovjetunióból származó használt Li–2-es és Il–12-es gépek jelentek meg Csehszlovákiában. 1957-ben állították szolgálatba az Il–14 csehszlovák licencváltozatát, az Avia 14-est, majd az 1960-as években állt szolgálatba az Il–18-as a ČSA-nál.

### 2000-es évek
A 2000-es évek elején került sor a teljes flottacserére, mely új típusokat hozott a légitársaságnak. Ilyenek voltak például a Boeing 737, az Airbus A310 és A320 és a rövid hatótávú ATR gépek. A CSA 2000. október 18-án a SkyTeam teljes jogú tagjává vált. 2007-ben 5,440 embert foglalkoztatott.
A 2012-es év végén a cég bejelentette, hogy bővíteni kívánják útvonalhálózatukat és folytatni kívánják hosszú távú járataikat 2013 nyarától Airbus A330-as repülőgéppel, melynek első útvonala a Prága-Szöul lesz. 2013 márciusában több új város felkerült az elérhető útvonalaik közé, mint például Perm, Nizza, München, Zürich, Szöul és Firenze.
2021 márciusában önmaga elleni csődeljárást kért a bíróságtól a ČSA vezetése. A bírósági döntés alapján a ČSA felszámolását az észak-morvaországi Karvinában székelő Inskol társaság fogja lefolytatni. A bírósági határozatból kiderül, hogy a ČSA tartozása mintegy 1,8 milliárd korona (24,5 milliárd forint). A ČSA 2020-ban közel 300 alkalmazottjától vált meg. 2021 februárban pedig azt közölte a cseh munkaügyi hivatallal, hogy további 430 alkalmazottjának menesztését tervezi. Utolsó menetrend szerinti járatát a Párizs-Charles de Gaulle repülőtér és Prága között 2024. október 26-án teljesítette. 101 évnyi folyamatos üzemelés után ezen a napon a légitársaság megszűnt, flottája és alkalmazottai a Smartwingsbe integrálódtak. Megszűnésekor a világon az 5. leghosszabban működő légitársaság volt.

## Útvonalak, partnerek
A ČSA 45 ország 89 városába repült. A légitársaságnak 32 útvonalon teljesen monopol helyzete volt. Ez a 32 útvonal adta az összes járat 40%-át és több mint 30%-át a kapacitásnak. 27 útvonalon a ČSA mellett egy másik légicég is üzemeltetett járatot. A maradék 9 járaton, melyek inkább Európa főbb városaiba irányultak, 2 vagy több céggel került megmérettetésbe.

### Codeshare partnerek
A ČSA-nak a következő légitársasággal van codeshare megállapodása:
| - Aeroflot (SkyTeam) - Aeroméxico (SkyTeam) - airBaltic - Air France (SkyTeam) - Air Malta - Azerbaijan Airlines - Belavia - Bulgaria Air - China Airlines (SkyTeam) - China Southern Airlines (SkyTeam) - Delta Air Lines (SkyTeam) | - Etihad Airways - Finnair (Oneworld) - Iberia (Oneworld) - KLM (SkyTeam) - Korean Air (SkyTeam) - Rossiya - SmartWings - TAROM (SkyTeam) - Ural Airlines - Uzbekistan Airways - Vietnam Airlines (SkyTeam) |

## Flottája

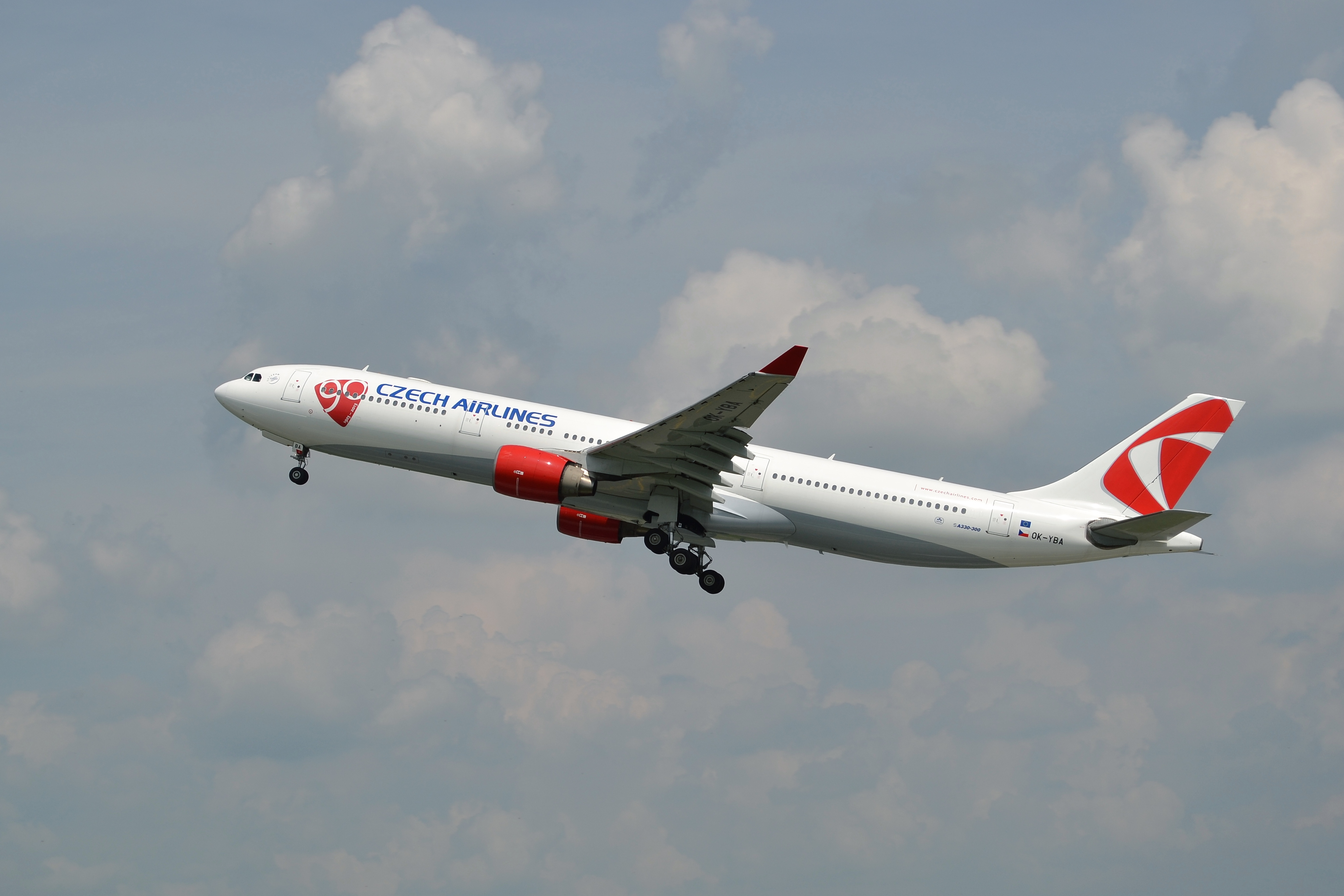
A ČSA A330-asa felszállás közben

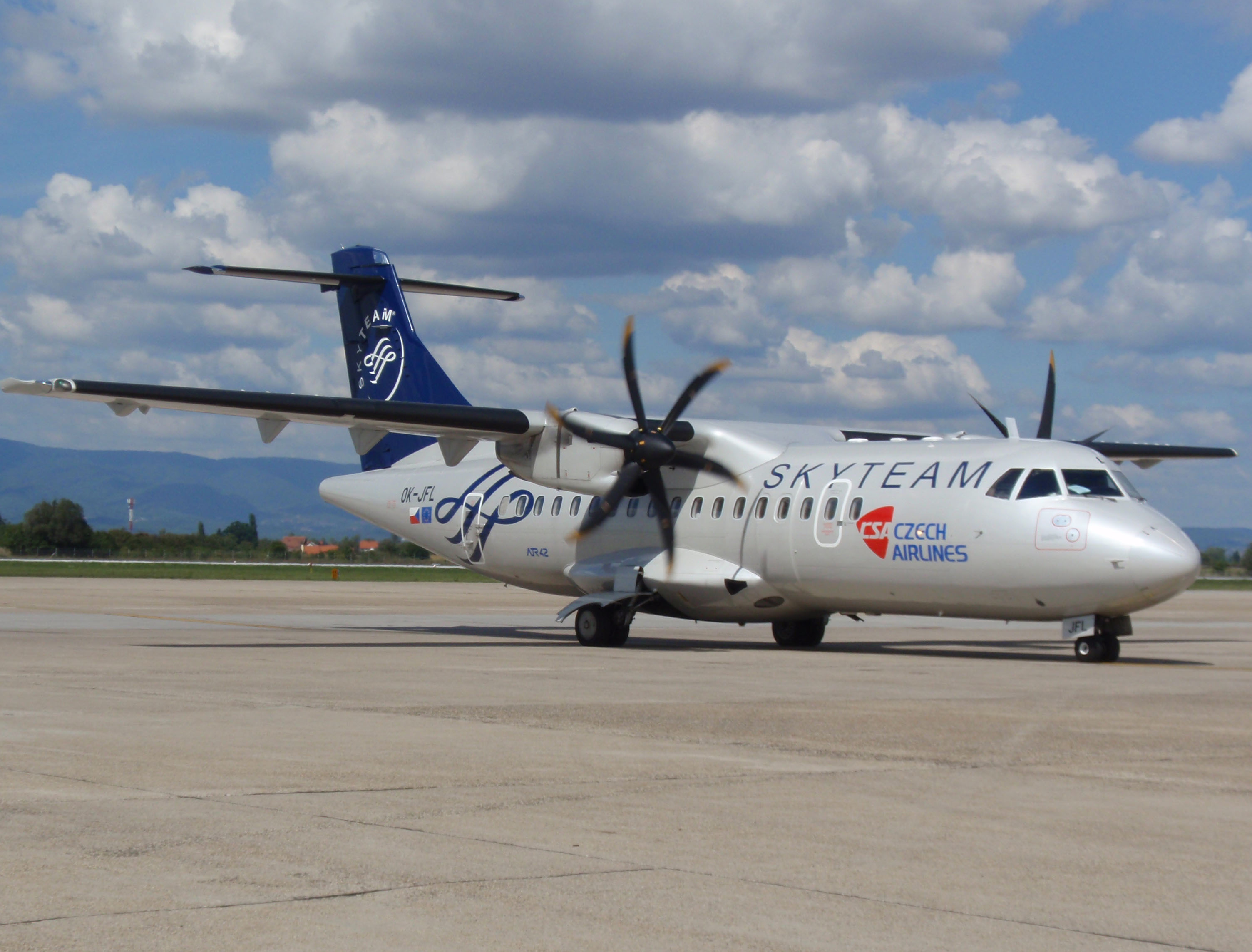
A SkyTeam festését viselő ATR 42

### Korábban üzemeltetett típusok

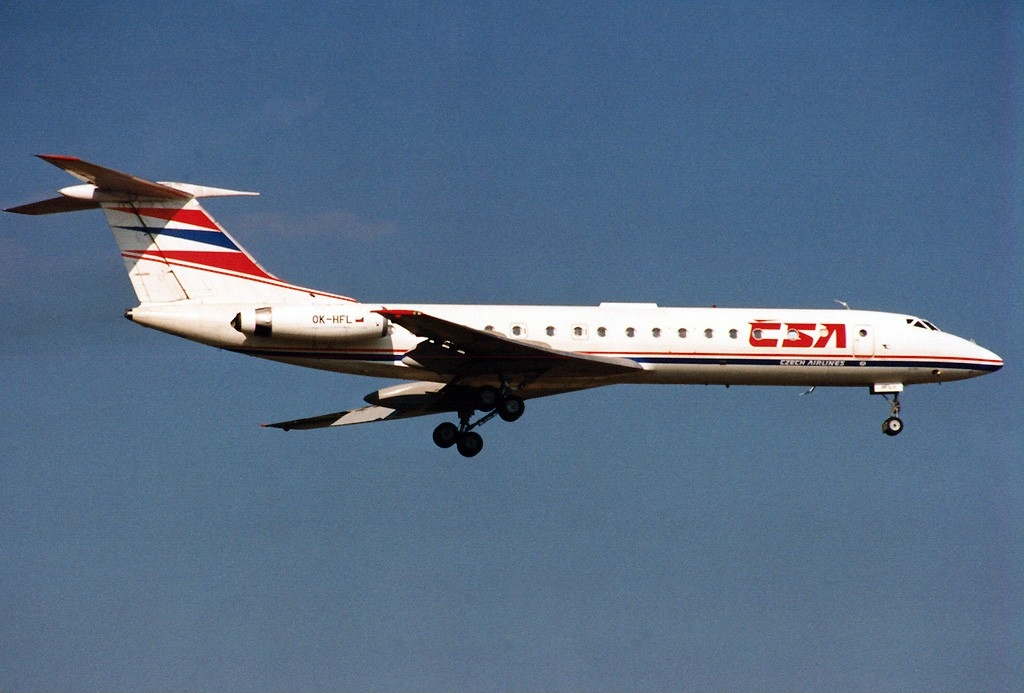
A ma már nem üzemeltetett Tu–134A

| - Aero A.14 Brandenburg - Airbus A310‑300 - Airbus A321‑200 - ATR 42‑300 - ATR 42‑420 - ATR 72‑202 - Boeing 737‑400 - Boeing 737‑500 | - DC–3 - Ford 5‑AT‑C - L–410 Turbolet - Li–2 - Il–12 - Avia 14 - Il–18 - Il–62 | - Il–62M - Saunders-Roe A.19 Cloud - Tu–104A - Tu–124A - Tu–134A - Tu–154M - Jak–40 |